# 田名部町
田名部町（たなぶまち）は、かつて青森県にあった町。現在のむつ市東部にあたる。

## 概要
1889年（明治22年）4月1日 - 町村制施行により下北郡田名部村、関根村、奥内村、中野沢村が合併して、田名部村が発足。 1899年（明治32年）1月1日に町制施行し田名部町となる。
田名部村の発足当初より隣接する下北郡東通村の役場が田名部村内に置かれた（1988年に東通村内へ移転）。
1959年（昭和34年）9月1日に下北郡大湊町と合併し、大湊田名部市が成立し消滅した。

### 年表
成立
- 1889年（明治22年）4月1日 - 町村制施行と合併により田名部村が発足。
- 1899年（明治32年）1月1日 - 町制施行し田名部町となる。
- 1951年（昭和26年）7月10日 - 東通村と境界の一部を変更。
- 1959年（昭和34年）9月1日 - 下北郡大湊町と合併し、大湊田名部市が成立し消滅。

## 公共施設
大湊町との合併時点。

### 教育
- 田名部高校
- 田名部中学校
- 第二田名部中学校（現:関根中学校）
- 第三田名部中学校（現:近川中学校）
- 田名部小学校（現:第一田名部小学校）
- 第二田名部小学校
- 第三田名部小学校
- 最花小学校
- 樺山小学校
- 奥内小学校
- 田名部開拓小学校
- 金谷沢小学校
- 中野沢小学校
- 関根小学校
- 鳥沢小学校

### 郵便局
- 田名部郵便局
- 下北三本松郵便局
- 近川駅前郵便局
- 陸奥関根郵便局

### 国鉄
- 大湊線
  - 下北駅
  - 赤川駅
  - 近川駅
- 大畑線
  - 田名部駅
  - 樺山駅
  - 陸奥関根駅
  - 川代駅

当時、海老川駅は、未開業。

### その他
- 電電公社
  - 田名部電報電話局
  - 田名部電話中継所
- 田名部公共職業安定所
- 田名部土木事務所
- 田名部税務署
- 下北地方福祉事務所
- 田名部測候所

ほか